# История на Нидерландия
Историята на Нидерландия е свързана с тази на Бенелюкс; едва през 16 век е основана независима държава, грубо съответстваща на съвременната. Поради това тази статия понякога покрива географски и южните части на Бенелюкс. При това голяма част от сегашна Нидерландия през значителна част от Средновековието е била море или блата.
Ако се вземат най-старите свидетелства за човешка дейност като начална точка в историята на Нидерландия, тя би обхващала поне 250 000 години. Писмени източници за местното население обаче има предостатъчно едва след пристигането на римляните, които анексират южната част на сегашна Нидерландия. По време на римската окупация страната е населена от различни германски племена, а Югът е населен с келти, които се сливат с новодошлите от други германски племена по времето на Великото преселение на народите, последвало упадъка на Римската империя.
През Средновековието ниските земи (приблизително днешна Белгия и Нидерландия) се състоят от няколко графства, херцогства и епархии, влизащи в границите на Свещената римска империя. Те се обединяват в една държава под владение на Хабсбургите през 16 век. Контрареформацията, последвала успеха на калвинизма в Нидерландия, и опитите да се централизира управлението водят до голямо въстание срещу Филип II Испански. На 26 юли 1581 г. е декларирана независимост, която окончателно е призната след Осемдесетгодишната война (1568 – 1648 г.). Годините на войната отбелязват и започването на нидерландския Златен век – период на процъфтяване на икономиката и културата, грубо обхващащ 17 век.
След Френската окупация в началото на 19 век Нидерландия става монархия, управлявана от Оранската династия. След консервативен период обаче силните либерални нагласи не могат да бъдат пренебрегвани и през 1848 г. страната става парламентарна демокрация с конституционен монарх. Тя е такава с кратко прекъсване по време на окупацията от нацистка Германия.
Нидерландия сега е модерна индустриализирана нация и е голям износител на селскостопански продукти. Международната търговия (буквално „презморска“) винаги е била централна за нидерландската икономика (влияейки също и на културата) и също важна причина за борбата за независимост и последвалото богатство.

## Праисторическа епоха
Нидерландия е населена от последния ледников период. Най-старите намерени останки са с възраст 100 000 години. През последния ледников период Нидерландия е имала тундров климат с много оскъдна растителност. Първите обитатели са ловци-събирачи, живели през последния ледников период. След края му районът е населен с различни палеолитни групи. Една от тях дори е правила и използвала канута (Песе, около 9000 г. пр.н.е.), а по-късно, около 8000 г. пр.н.е. мезолитно племе живее близо до Бергумермер, Фризия.
Земеделието достига Нидерландия около 5000 г. пр.н.е. (вероятно от централноевропейски земеделци – Linear Pottery културата), но е практикувано само в най-южните части (Южен Лимбург). Тяхното знание не могло да бъде използвано за изграждането на стопанства в останалата част на Нидерландия поради недостиг на домашни животни и подходящи инструменти.
След като земеделците напуснали Нидерландия около 4500 г. пр.н.е. (с изключение на селището Свифтербанд около 4300 г. пр.н.е.), останали само ловци-събирачи като ловците от културата Vlaardingen (около 2600 г. пр.н.е.)
По-късно са открити първите значими останки от нидерландската праистория – долмените – големи каменни надгробни конструкции. Те са разположени из провинцията Дренте и вероятно са построени от хора от земеделската Funnelbeaker култура между 4100 и 3200 г. пр.н.е.
На Запад същите племена може би са правили ловни лагери за зимен лов (тюлени и др.). Има дори бегли доказателства за малки селища в западна посока.
Първото доказателство за използването на колело датира от около 2400 г. пр.н.е. Това най-вероятно би могло да бъде направено от някои свързан с Bellbeaker културата (Klokbeker cultuur). Хората от към тази култура експериментирали с обработка на мед, мякои доказателства за което (каменни наковални, медни ножове, медно острие за копие) са открити във Велюве. Всяка медна находка показва съществуването на търговия с други „държави“, защото в Нидерландия няма естествени находища на мед.
Бронзовата епоха вероятно започва някъде около 2000 г. пр.н.е. Бронзовите сечива открити в гроба на „Вагенингенския ковач“ показват търсенето на знания. (Типични за нидерландските земи предмети от бронзовата ера Архив на оригинала от 2012-01-10 в Wayback Machine.).
След тази находка се появили и други, датиращи от Бронзовата ера, като Епе, Драуен и др. Многото находки на редки (и затова ценни) обекти като калаените мъниста на огърлица в Дренте биха могли да свидетелстват, че Дренте е бил търговски център на Нидерландия през Бронзовата ера. Голямото количество счупени бронзови предмети, предназначени за рециклиране (Форсхотен), подсказва ценността на бронза през Бронзовата ера, която продължила до около 800 г. пр.н.е.
Типология на нидерландия брадви от Бронзовата ера Архив на оригинала от 2011-07-14 в Wayback Machine.
Типични за Бронзовата ера обекти са: ножове, мечове, брадви, фибули, гривни и др. Повечето предмети от Бронзовата ера са открити в Дренте. Един вид показва, че търговците пътували надалечни разстояния: големи бронзови ситули (ведра). Те били произведени някъде в източна Франция или Швейцария за смесване на вино с вода (римски/гръцки обичай).
Желязната епоха е благоприятна за Нидерландия, защото на Север има железни залежи („moeras ijzererts“), а също така и в центъра (естествени „топки“, съдържащи желязо във Велюве), както и на Юг (червена желязна руда в близост до реките в Брабант).
Сега ковачите могат да пътуват от едно малко поселище до друго както с бронз, така и с желязо. Те произвеждат сечива като брадви, ножове, карфици, върхове за стрели, мечове и др. по поръчка.
Има дори свидетелства за „дамаско коване“ – усъвършенствана техника за коване на метал (мечове), комбиниращо предимствата на гъвкавостта на желязото и якостта на стоманата.
Богатството на Нидерландия през Желязната епоха може да бъде демонстрирана чрез „Кралския гроб в Ос“ (ок. 500 г. пр.н.е.) Там е бил погребан истински крал с някои забележителни предмети: железен меч, инкрустиран със злато и корал Архив на оригинала от 2005-10-02 в Wayback Machine.. Той бил погребан в най-голямата могила в Западна Европа, която била широка 52 м.
По времето на римското нашествие Нидерландия е била населена с различни германски племена, които се заселили там около 600 г. пр.н.е., като тубантите, канинефатите, фризийците и батавите. В по-късни националистически представи батавите понякога са смятани за „истинските“ прадеди на нидерландците.

## Римска епоха
През 1 в. пр.н.е. римляните завладяват южната част на Нидерландия, където построяват първите градове и създават римската провинция Долна Германия. За по-голямата част от подвластния на римляните регион от Нидерландия, границата на Римската империя е по продължението на реката Рейн. Римляните изграждат първите градове в Нидерландия. Най-важните от тях са Утрехт, Наймеген и Маастрихт. Северната част на сегашна Нидерландия, която е била извън Римската империя и където живеели (и още живеят) фризийците, била силно повлияна от силната си южна съседка. Римляните донасят и писмеността.
Като цяло отношенията с местното население били доста добри; много батави дори служели в римската конница. Батавската култура била повлияна от римската, поради което между другото били създадени храмове в римски стил, посветени на местни богове, като този в Елст. Това обаче не предотвартило Батавското въстание от 69 г. н.е., един много успешен бунт Архив на оригинала от 2007-09-26 в Wayback Machine. под водачеството на батава Гай Юлий Цивил. Четиридесет castelae били изгорени, защото римляните нарушили правата на батавските водачи, вземайки млади батави за роби. Други римски войници (като тези в Ксантен и помощните части от батави и канинефати от легионите на Вителий) от се присъединили към бунта, който дори успял да разцепи северната част на римската армия. През април 70 г. Веспасиан изпраща няколко легиона за да потуши въстанието. Командващия ги Петилий Цериал накрая побеждава батавите и започва преговори с Юлий Цивил на негова земя, някъде между реките Ваал и Маас близо до Новиомагус (Наймеген) или – както батавите вероятно са го наричали – Батаводурум.
(Източник: Historiae от Тацит, 1 в. н.е.). Превод на нидерландски от Радбауд университет, Наймеген Архив на оригинала от 2005-11-03 в Wayback Machine.
Римската цивилизация в района накрая е залята при масовото преселение на германски народи (по-късно познато като Преселение на народите).

## Свещена Римска империя
Новодошлите се смесили с оригиналното население и образували три народа в Ниските земи: фризийци по крайбрежието, саксонци на Изток и франки на Юг. Франките станали християни, след като кралят им Кловис I се приел християнството през 496 г. Между франките на Юг и фризийците и саксонците на Север, които останали твърдо езичници, съществували големи вражди. Англосаксонски мисионери като Вилиброрд и Бонифас донякъде успели да въведат християнската вяра. Бонифас, обаче, бил убит от фризийците в Докум през 754 г.
На края франките, водени от Карл Велики, успели да завладеят и покръстят северните си съседи. Карл Велики създал франкска империя с ядро в съвременна Белгия и Северена Франция, коятпо се простирала в днешна Франция, Германия, Северна Италия и по-голямата част от Западна Европа. Франкската империя се разцепвала и обединявала няколко пъти и родила Франция на Запад и Свещената Римска империя на Изток. Много от провинциите в ниските земи станали част от последната, но Фландрия и някои други станали част от Франция.
От 800 до 1000 г. Ниските земи също пострадали значително от викингски нападения (едно от които разрушило богатия град Дорестад). Съпротивата срещу викингите, когато имало такава, идвала от местните благородници, които в резултат увеличавали влиянието си.
Около 1000 г. имало няколко селскостопански подобрения (описвани понякога като селскостопанска революция), които довели до повишаване на продукцията, особено на продукцията на храни. Икономиката започнала да се развива бързо и поради по-високата производителност имало достатъчно работна сила за разработване на нови земи и търговия. Били създадени гилдии и пазарит есе развили, когато продукцията започнала да надвишава нуждите на местното население. Въвеждането на пари направило търговията много по-лесна дейност от преди. Съществуващите градове се разраствали и нови градове никнели около манастири и замъци. В тези градски райони започнала да се развива меркантилна средна класа.
Кръстоносните походи били популярни в Ниските земи и привличали много хора да се бият в Светите земи. Кръстоносните походи увеличили търговията, която от своя страна повлияла разрастването на градовете (особено във Фландрия и Брабант). Градовете, растящи на богатство и мощ, купували определени привилегии от суверена, като например градска харта, даваща на града право на самоуправление и да приема закони. На практика това означавало, че най-богатите градове станали квази-независими републики на собствено основание. Брюге (Брюж) (през 14 век) и по-късно Антверпен били сред най-важните градове и пристанища в Европа.
Свещената Римска империя не била способна да поддържа политическото единство. Местни властници превръщали графствата и херцогствата си в частни кралства и почти нямали чувство за дълг към императора, който управлявал големи части от народа само на думи. Големи части от това, което сега е Нидерландия, били управлявани от графа на Холандия, херцога на Гелре, херцога на Брабант и архиепископа на Утрехт. Фризия и Гронинген на Север запазили независимостта си и били управлявани от по-низши благородници. Различните феодални държавици били в състояние на почти постоянна война, особено провинциите Утрехт и Холандия.
Повечето от това, което сега е Нидерландия и Белгия, накрая било обединено от херцога на Бургундия през 1433 г.

## Борбата за независимост и Златният век

### Осемдесетгодишната война
За подробости вижте главната статия Осемдесетгодишна война.
Чрез наследяване и войни всички Ниски земи през 16 век стават собственост на хабсбургската династия при Карл V, който ги обединява в една държава. През 1548 г. обаче, осем години преди абдикацията му от трона, император Карл V дава на Седемнадесетте провинции на Нидерландия статут на земи, отделни както от Империята, така и от Франция. Тази Прагматическа санкция от 1548 г. не е пълна независимост, но позволява значителна автономност.
Карл V бил наследен от сина си Филип II Испански. За разлика от баща си, който е бил отгледан в Гент (Белгия), Филип чувства малка лична привързаност към Ниските земи (където той е стоял само четири години) и поради това е възприеман като откъснат от местните благородници. Предан католик, Филип е ужасен от успеха на Реформацията в Ниските земи, която довела до увеличаване на броя на калвинистите. Опитите му да започне религиозно преследване на протестантите и усилията му да централизира управлението, правосъдието и данъците го направили непопулярен и довели до бунт. Нидерландците се борят за независимост от Испания, което води до Осемдесетгодишната война (1568 – 1648 г.) Седем непокорни държавици се обединяват в Утрехтския съюз и образуват през 1579 Републиката Съединените провинции (позната също като „Обединените провинции“.)
Вилхелм Орански, благородникът, чиито потомци са всички нидерландски монарси, включително и Беатрикс Нидерландска, повежда нидерландците по време на първата част от войната. Началните години са успех за испанските войски. Те си възвръщат Антверпен и други фламандски и нидерландски градове. Но последвалите обсади в историческата област Холандия са парирани от нидерландците и събитията през останалата част на войната били много благоприятни за Републиката. Тя завзема обратно по-голямата част от териториите в сегашна Нидерландия (но не и във Фландрия, което по-късно води до историческото разцепване между Нидерландия и Фландрия). Вестфалският мир, подписан на 1 януари 1648 г. потвърждава независимостта на Обединените провинции от Испания.

### Златният век
За подробности относно обществената и културна история на Златния век, вижте Нидерландски Златен век.
През време на Осемдесетгодишната война нидерландците започват и широкомащабна морска търговия: те ловят китове близо до Свалбард, търгуват с подправки с Индия и Индонезия (чрез Източноиндийската компания, първата компания, която издава акции) и основават колонии в Бразилия, Ню Амстердам (сега Ню Йорк), Южна Африка и Карибите. Този калвинистки народ преуспява. Той процъфтява в културно и икономическо отношение, създавайки това, което историкът Саймън Шама нарича „объркващо изобилие“. Спекулата в търговията с лалета довежда до първия борсов крах през 1637 г., но икономическата криза скоро е преодоляна. Заради това развитие 17 век често е наричан Златен век (de gouden eeuw) на Нидерландия. Тъй като Нидерландия по това време е република, тя се управлява изцяло от аристокрацията на градските търговци, наречени регенти (regenten), а не от крал. Всеки град и държавица (провинция) имат свое собствено правителство и закони и силна автономия. След като опитите да се намери компетентен суверен се оказват неуспешни, е решено, че суверенитет ще бъде даден на различните събрания на високите съсловия (Staten – щати), управляващи органи в градовете и провинциите. Генералните щати (Staten-Generaal), със своите представители от всички провинции, ще вземат решения по въпроси, важни за Републиката като цяло. Начело на всяка провинция, обаче, стоял щатхалтерът (наместник, управител) на тази провинция, позиция, заемана от потомък на Оранската династия. Обикновено наместник за няколко провинции е бил един и същ човек.
След признаването на независимостта на Нидерландия започнал упадък в благосъстоянието на нидерландците. През 1650 г. наместникът Вилхелм II Орански умира, оставяйки страната без силен владетел. От основаването на Републиката е имало постоянна борба за власт между регентите и Оранското семейство, чиито поддръжници или оранисти идват измежду обикновените хора. В началото спорът бил разрешен в полза на регентите: за следващите 22 години (в областта Холандия) нямало да бъде изпращан наместник. През 1651 г. Англия налага Указа от 1651 за мореплаването, който сериозно накърнява нидерландските търговски интереси. Един морски инцидент, свързан с Указа, довежда до Първата англо-нидерландска война, която продължава от 1652 до 1654 г. и завършва с Уестминстърския договор (1654), според който Указът останал в сила.
Втората англо-нидерландска война започва през 1665 г., когато англичаните обявяват война – те вече били атакували нидерландски поселения в Нова Нидерландия. Тъй като нидерландците са безпокоени също и от френски нашествия в Испанска Нидерландия, англичаните и нидерландците подписват мирен договор, Бредския договор от 1667 г., но не преди нидерландския адмирал Михил де Ройтер да е унищожил една голяма част от английския флот на Темза. Договорено е англичаните да запазят нидерландските владения в Северна Америка (областта около сегашния Ню Йорк), а ще предадат Суринам на нидерландците. Също така ограниченията на Указа за мореплаването са облекчени.
1672 г. е известна в Нидерландия като „Гибелната година“ (Rampjaar). Англия обявява война на Републиката, Третата англо-нидерландска война, последвана от Франция, Мюнстер и Кьолн, всички подписали съюзи срещу Републиката. Франция, Кьолн и Мюнстер нахлуват в Републиката, а един опит на англичаните дебаркират на нидерландския бряг едва бил предотвратен. В същото време е назначен нов наместник, Вилхелм III. С помощта на приятелски немски държавици, нидерландците успяват да дадат отпор на Кьолн и Мюнстер, след което подписват мир с тях, както и с Англия, през 1674 г. – втори Уестминстърски договор (1674). През 1678 г. е сключен мир и с Франция, въпреки че испанските и немски съюзници се чувстват предадени от договора, подписан в Наймеген.
В хода на Славната революция Вилхелм III пристига в Англия по искане на видни английски граждани и сваля Джеймс II от трона.

## Батавска революция
В края на 18 век в Нидерландия има нарастващи вълнения. Има конфликт между оранистите, които искат наместникът Вилхелм V Орански да има по-голяма власт и „патриотите“, които под влияние на Американската и Френската революции искат по-демократична форма на управление. За първи изстрел в тази несполучила „Батавска“ революция може да се смята манифестът, публикуван от Роберт Яспер ван дер Капелен, основател на движението на „патриотите“, през 1781 г.: „До народа на Нидерландия“(Aan het Volk van Nederland). След като Нидерландия става първата страна, признала независимостта на САЩ, британците ѝ обявяват война. Тази Четвърта англо-нидерландска война (1780 – 1784 г.) е катастрофална за Нидерландия, особено в икономически аспект. Мирният договор, според Фернан Бродел „оповестява гибелта на нидерландското величие“ (Бродел 1984 стр. 273). През 1785 г. патриотите се вдигат на бунт, въоръжено въстание на местни граждански отряди, твърдо решени да защитят самоуправляващите се демокрации в някои нидерландски градове. „Като цяло тази революция е поредица от насилствени и несвързани събития, случайности, речи, слухове, остри вражди и въоръжени сблъсъци.“ казва Бродел, който я вижда като предвестник на Френската революция, с постоянния лозунг „vrijheit“ (свобода). Но Оранското семейство, подкрепено от британската политика, я потушава с помощта на пруските си роднини. Реакцията на оранистите е сурова: никой не смее да се покаже на публично място без оранжева кокарда, има линчувания, старите бургмайстери са сменени и една малка незаплатена пруска армия, издържаща се с грабежи и изнудвания, е разквартирувана в Нидерландия; много патриоти бягат в Брабант или Франция, може би общо 40 000 на брой.

## Батавската република и френското господство
За подробности вижте Батавска република и Кралство Холандия.
В този план е по-малко изненадващ, че след Френската революция, когато Наполеон завладява и окупира Нидерландия през 1795 г., французите срещат толкова малко обединена съпротива. Вилхелм V Орански бяга в Англия. Патриотите обявяват просъществувалата кратко Батавска република, но управлението скоро било върнато в по-стабилни и опитни ръце. През 1806 г. Наполеон преобразува Нидерландия (заедно с малка част от Германия) в Кралство Холандия с крал неговият брат Луи Бонапарт. Но и това кралство просъществувало много кратко. Наполеон включва Нидерландия в състава на Френската империя След като брат му поставя нидерландските интереси пред френските. Френската окупация на Нидерландия приключва през 1813 г. след като Наполеон е победен – победа, в която Вилхелм V Орански играе важна роля.
По време на наполеоновата окупация Оранското семейство подписва договор с англичаните, в който им дава нидерландските колонии „на съхранение“ и заповядва на колониалните губернатори да се предадат на британците. Това е краят на голяма част от нидерландската колониална империя. Гвиана и Цейлон никога не се връщат под нидерландска власт. Капската колония, която променя принадлежността си няколко пъти, остава британска след 1806 g. Други колонии, включително и това, което днес е Индонезия, за върнати на Нидерландия след Англо-нидерландски договор от 1814 г. Десет години по-късно се подписва друг договор Англо-нидерландски договор от 1824 г.

## Монархия
За подробности относно нидерландската монархия вижте Нидерландска монархия.
След наполеоновата епоха Нидерландия отново е на картата на Европа. Страната винаги е била част от несигурното равновесие на силите, което е държало Франция под контрол. Особено руският цар иска Нидерландия да възобнови тази си роля и желае връщане на колониите. На Виенския конгрес е постигнат компромис с Англия, според който само Индонезия е върната, но Северът и Югът на Нидерландия се обединяват отново. През 1815 г. държавата става монархия със сина на последния наместник, Вилхелм V Орански, за крал Вилхелм I. Вилхелмовото Нидерландско обединено кралство първоначално се състои от това, което сега са Нидерландия, Белгия и Люксембург, но франкофонското белгийско управляващо малцинство скоро започва да се чувства като второкласно гражданство. Основните фактори, допринесли за това чувство, са религиозни (главно католическият Юг срещу преобладаващо протестантския Север), икономически (Югът се индустриализирал, докато Северът винаги е бил страна на търговци) и езикови (франкофонският Юг не се състои само от Валония, но се простира и към франкофонската буржоазия във фламандските градове). През 1830 г. обстановката се взривява, белгийците въстават и обявяват независимост от Севера. Крал Вилхелм изпраща войска през 1831 г., но тя е принудена да се оттегли след няколко дни, след като френската армия е мобилизирана. Северът отказва да признае Белгия до 1839 г.
През 1848 г. в цяла Европа се надигат вълнения. Въпреки че в Нидерландия няма значими събития, случилото се в другите страни убеждава крал Вилхелм II да се съгласи на либерална и демократична реформа. Същата година кралят поисква от либерала Йохан Рудолф Торбеке да пренапише конституцията, превръщайки Нидерландия в конституционна монархия. Новият документ влиза в сила от 3 ноември същата година. Той чувствително ограничава правомощията на краля (правейки кабинетът отговорен само пред избран парламент) и гарантира граждански свободи.
Към края на 19 век във вълната от колонизация на Новия империализъм, Нидерландия разширява властта си над Индонезия. През 1860 г. Мултатули пише „Макс Хавелар“, най-известната книга в историята на нидерландската литература, критикувайки експлоатацията на страната и нейното население от нидерландците.

## 20 век
За подробности вижте История на Нидерландия: нова история (1900-наши дни)
Въпреки че мобилизира армията си, когато Първата световна война започва през август 1914 г., Нидерландия остава неутрална държава. Немското нахлуване в Белгия през същата година предизвиква голям поток бежанци оттам (ок. 1 милион). В страната, заобиколена от воюващи страни и несигурното за цивилни кораби Северно море, храната започва да недостига; започват да я разпределят с купони. С края на войната през 1918 г. ситуацията се нормализира.
Въпреки че и двете камари на нидерландския парламент са избирани от народа, само мъже с високи доходи са имали право да гласуват. Това положение продължава до 1918 г., когато натискът от социалистическите движения довежда до избори, в които всички мъже могат да гласуват. От 1922 г. жените също могат да гласуват.
Голямата депресия от 1929 и началото на 30-те години има спъващ ефект върху нидерландската икономика, който продължава по-дълго, отколкото в повечето други европейски страни. Депресията води до голяма безработица и бедност и до нарастващи обществени вълнения. Надигането на нацизма в Германия не преминава незабелязано в Нидерландия и загрижеността от възможността за военен конфликт нараства.

### II световна война
За подробности вижте Нидерландия във Втората световна вийна.
При избухването на II световна война през 1939 г., Нидерландия отново обявява неутралитет. На 10 май 1940 г. обаче Нацистка Германия атакува Нидерландия и Белгия и бързо прегазва по-голямата част от страната, борейки се срещу лошо екипираната нидерландска армия. Към 14 май военни действия продължават да се водят само на малко на брой изолирани места. Въпореки това на същия ден Луфтвафе бомбардира Ротердам, втория по големина град в Нидерландия, убивайки около 800 души и унищожавайки големи части от града, оставяйки 80 000 души без покрив. След бомбардировката и немските заплахи за подобна бомбардировка над Утрехт, Нидерландия капитулира на 15 май (с изключение на провинцията Зеландия). Кралското семейство и част от военните сили бягат във Великобритания.
Преследването на евреите, 140 000 от които живеят в Нидерландия при започването на войната, започва скоро след нахлуването. В края на войната само 20 000 евреи са останали живи. Ане Франк, която по-късно получава световна известност, когато дневникът ѝ, написан в „задната къща“ (achterhuis), където семейството ѝ се крие от нацистите, е намерен и издаден, умира малко преди освобождението на лагера, в който се е намирала на 5 май 1945 г.
Японски войски нападат Нидерландска Индия (днешна Индонезия) на 11 януари 1942 г. Нидерландците се предават на 8 март, след като японски войски дебаркират на остров Ява. Нидерландските граждани са пленени и накарани да работят в трудови лагери. Все пак, много нидерландски кораби и военен личен състав успяват да достигнат Австралия, откъдето имат възможност да се борят с японците.
В Европа, след като западните съюзници дебаркират в Нормандия през юни 1944, те бързо напредват към нидерландската граница. На 17 септември е организирана смела операция, Операция Маркет Гардън, за да се извърши бързо нападение в южна Нидерландия и да се завземат мостовете на трите големи реки. Мостът на Рейн при Арнем обаче не е могъл да бъде превзет. Частта южно от реките е освободена в периода септември—ноември 1944 г. Повечето от хората във вътрешността на страната обаче е трябвало да чакат до май 1945 г. Зимата 1944 – 1945 е много сурова и много нидерландци гладуват, наричайки тази зима „Хонгервинтер“ (Hongerwinter – зима на глада). На 5 май 1945 г., след победи на съюзниците в Нацистка Германия, тя най-после капитулира, подписвайки капитулацията срещу нидерландците във Вагенинген.

### Следвоенни години
Два дни след капитулацията на Япония повечето основната част от Нидерландска Индия обявява своята независимост като Индонезия. Следва неясна фаза, позната като Индонезийска национална революция, като Нидерландия уж признава новата държава, но в същото време води две войни или „полицейски акции“ с индонезийските националисти. Увеличаващият се международен натиск принуждава Нидерландия най-накрая да приеме новата ситуация. Индонезия формално получава независимост на 27 декември 1949 г. Част от бившата Нидерландска Индия, а именно западната част на Нова Гвинея, остава под нидерландско управление до 1961 година.
Въпреки че първоначалните очаквания са били, че загубата на Индонезия би довела до икономически упадък, оказва се обратното, и през 50-те и 60-те години на XX век нидерландската икономика претърпява невиждан растеж. На практика търсенето на работна сила е толкова голямо, че имиграцията е активно насърчавана, първо от Италия и Испания, а след това в големи размери от Турция и Мароко. Комбинирана с имиграцията от (бившите) колонии като Индонезия, Суринам и Нидерландските Антили, което от своя страна означава, че Нидерландия се превръща в мултикултурна държава.
60-те и 70-те години на XX век са време на големи обществени и културни промени като бързо „онтзайлинг“ (ontzuiling – разкрепостяване, буквално „премахване на стълбовете“), термин, който описва упадъка на старите разделения по класови и религиозни граници (които били отговорни за феномени като разделено образование и разделени телевизионни програми за католици, протестанти, социалисти и либерали). Младежите, особено студентите, отхвърлят традиционния дух и се борят за промяна по въпроси като правата на жените, сексуалността и проблемите на околната среда. Днес Нидерландия се смята за много либерална държава, като се вземат предвид нейната политика относно наркотиците и евтаназията. Еднополовите бракове са разрешени от 1 април 2001 г.
През 1952 г. Нидерландия става една от страните-основателки на Европейската общност за въглища и стомана, която с времето се развива до Европейски съюз. Модерна индустриализирана нация, Нидерландия е също голям износител на селскостопански продукти. Страната е член-основател на НАТО и участва при въвеждането на еврото през 1999 г. В последните години нидерландците често са движеща сила на интерграцията на европейските страни в ЕС.
На 6 май 2002 г. убийството на Пим Фортаун, десен популист, призоваващ към много строга политика по въпросите на имиграцията, шокира страната. Неговата партия става главна политическа сила след изборите, променяйки значително политическия пейзаж. Вътрешни борби в партията, обаче, водят до загуба на повечето ѝ поддръжници на изборите през следващата година. Друго политическо убийство става на 2 ноември 2004 г. когато филмовия режисьор Тео ван Гог е убит от нидерландско-марокански младеж с радикални ислямистки убеждения. Това предизвиква дебат относно съществуването на радиикален ислям в Нидерландия и също за имиграцията и интеграцията (или липсата ѝ).